# Youssouf Amine Elalamy

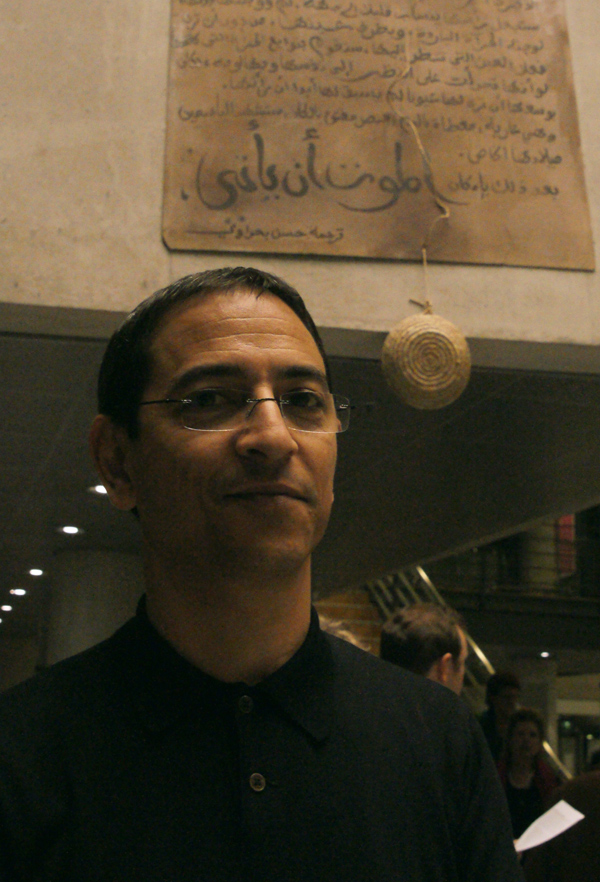
Youssouf Amine Elalamy, Copenague 2009.

Youssouf Amine Elalamy (Larache, 20 de noviembre de 1961) es un escritor marroquí.

## Obra
Sus novelas se han traducido al árabe, inglés, español, alemán, griego y holandés. Su colección de cuentos Gossip (2004) es el primer libro escrito íntegramente en darija (árabe marroquí). También es profesor del Departamento de Inglés de la Universidad Ibn-Tofail. En 2020 recibió el Premio Naranja del Libro en África por su novela C'est beau, la guerre.

## Libros
- Un Marocain à New York (en francés). Eddif. 1998. ISBN 978-9981-09-013-2.
- Les clandestins, Eddif, 2000, 168 páginas. ISBN 2-84626-010-9
- París, mon bled, Eddif, 2002, 176 páginas. ISBN 9981-09-081-6
- Miniaturas, Hors Champs, 2004, 120 páginas. ISBN 2-914164-05-X
- Oussama mon Amor, La Croisée des Chemins, 2011, 187 páginas.
- Amor nomade, La Croisée des Chemins, 2013,155 páginas.
- C'est beau, la guerre (en francés). Au diable vauvert. 2019. ISBN 979-10-307-0306-1.

## Premios y honores
Recibió el premio al mejor relato de viajes del British Council International por su libro Un Marocain à New York y el Gran Premio Atlas 2001 por su novela Les Clandestins.